# Góra Cisowa
Die Góra Cisowa (litauisch Ciso kalnas; auch Suwalską Fudżi-jamą, lit. Suvalkijos Fudzijama (Fudschijama von Suwalken) genannt) ist mit 256 m n.p.m. ein markanter Berg im Dreiländereck Polen, Litauen und der russischen Oblast Kaliningrad. Die Erhebung liegt westlich von Gulbieniszki (litauisch Gulbiniškiai) auf dem Gebiet der Landgemeinde Jeleniewo (Jeleniavo valsčius) in der Woiwodschaft Podlachien.
Der weithin sichtbare Berg erhebt sich 79 Meter über dem Niveau des nahen Jezioro Kopane. Dieser Rinnensee stammt aus der Weichsel-Vereisung. Das skandinavische Inlandeis schuf südlich der Ostsee eine Endmoräne mit einer konischen Form, die dem Kegel eines Vulkankraters ähnelt. Touristen gaben ihr deshalb den Namen Fudschijama. Geomorphologisch gehört das Gebiet zur Mesoregion Pojezierze Wschodniosuwalskie (übersetzt Östliche Suwałki-Seenplatte).
Die Erhebung verdankt ihren Namen der mächtigen Eibe (polnisch cis), die einst auf seiner Spitze wuchs. Ihr hartes und elastisches Holz war für die Herstellung von Bögen geeignet, weshalb König Władysław II. Jagiełło 1423 diese Bäume unter Schutz stellte. Einer alten Legende nach, wurde der Berg von Menschen mit dem Aushubmaterial des Sees geschaffen. Deshalb werde der See Kopane und der Berg auch Góra Sypanaj genannt. Weitere Namen des Berges sind litauisch Kukmedžių kalnas und Gulbeniškių sowie polnisch Góra Gulbieniska.
Berg und Region gehörten bis 1920 zum Großfürstentum Litauen bzw. zur Republik Litauen. Nach dem Polnisch-Litauischen Krieg kam das Gebiet an Polen. Bis zum Zweiten Weltkrieg gab es Pläne die Erhebung „Marschall-Piłsudski-Berg“ zu nennen und zu Ehren Piłsudskis einen Gedenkstein auf seinem Gipfel zu errichten. Das Kreuz auf der Spitze erinnert an den Aufenthalt von Papst Johannes Paul II. in der Region Suwałki im Jahr 1999. Die Góra Cisowa wird als Symbol der Region bezeichnet und ziert nicht nur das Logo des Suwalski Park Krajobrazowy (Landschaftsschutzpark Suwalken) sondern auch viele Ansichtskarten.
Von der Aussichtsplattform soll man fast das gesamte Gebiet des 63,4 km² großen Schutzgebiets überblicken können. Der Blick führt über eine Reihe von Seen, Moränenhügel und das Urstromtal der Szeszupa (litauisch Šešupė, deutsch Scheschuppe). 

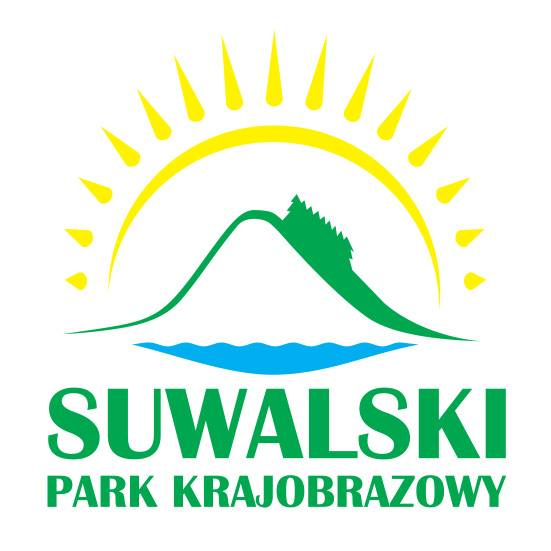
Logo des Parks
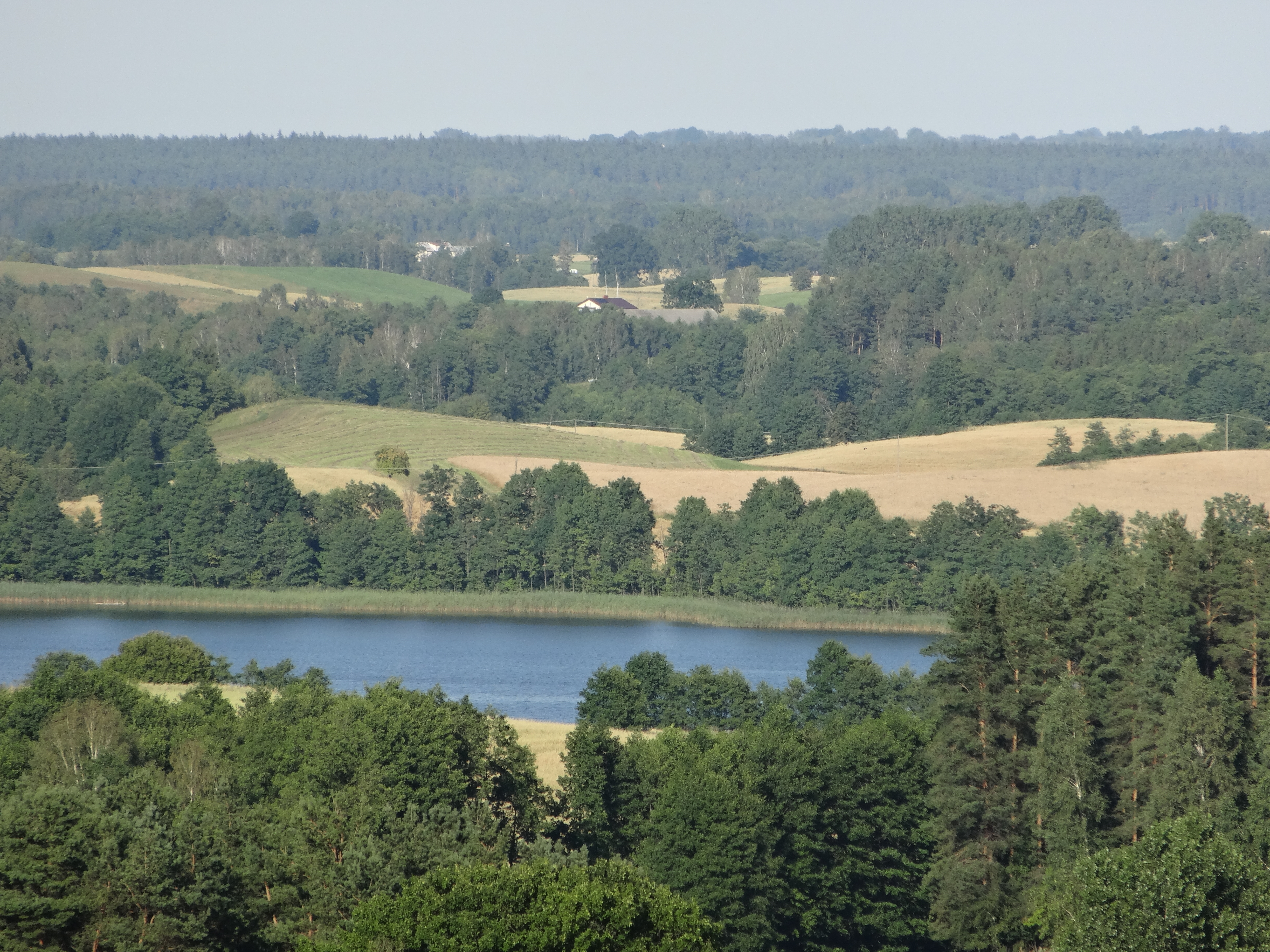
Blick zum Kopane-See
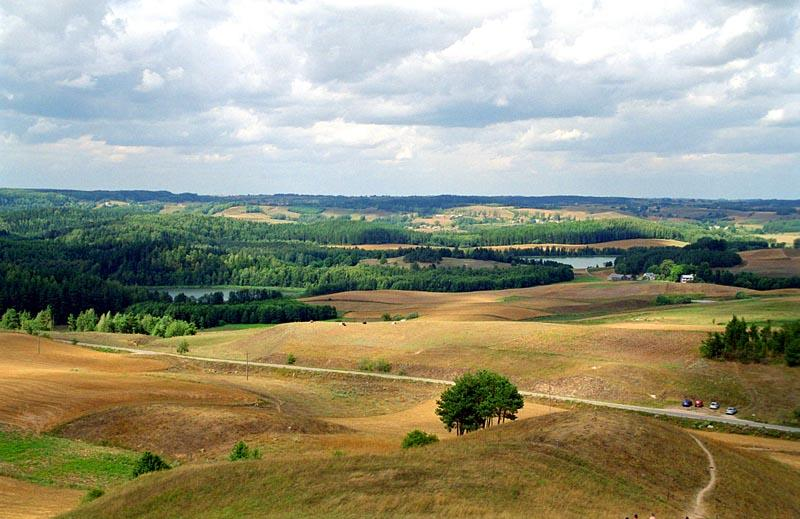
Blick nach Norden